# Paraneopsylla clavata
Paraneopsylla clavata är en loppart som beskrevs av Wu Houyoung, Lang et Liu Chiying 1982. Paraneopsylla clavata ingår i släktet Paraneopsylla och familjen mullvadsloppor. Inga underarter finns listade i Catalogue of Life.